# Herophila fairmairei
Herophila fairmairei är en skalbaggsart som först beskrevs av Thomson 1857.  Herophila fairmairei ingår i släktet Herophila och familjen långhorningar. Inga underarter finns listade i Catalogue of Life.